# 381
Готська війна. Правління Феодосія I у Східній Римській імперії. У Західній Римській імперії править Граціан. У Китаї правління династії Цзінь. В Індії правління імперії Гуптів. У Японії триває період Ямато. У Персії править династія Сассанідів.
На території лісостепової України Черняхівська культура. У Північному Причорномор'ї готи й сармати. Історики VI століття згадують плем'я антів, що мешкало на території сучасної України приблизно з IV сторіччя. З'явилися гуни, підкорили остготів та аланів й приєднали їх до себе.

## Події
Імператор Граціан переніс свою столицю до Медіолану. Через християнські переконання він скасував сан Великого понтифіка, а також відмовлявся носити тогу імператора, чим обурював римських патриціїв.
Король готів Атанаріх першим із варварських вождів відвідав Константинополь для підписання угоди. Через два тижні він помер.
Розпочався Перший Константинопольський собор. Імператор Феодосій I закликав єпископів затвердити Нікейський символ віри й засудити аріанство й аполлінаризм.

## Померли
- Атанаріх, король готів.